# Cornelis Dusart

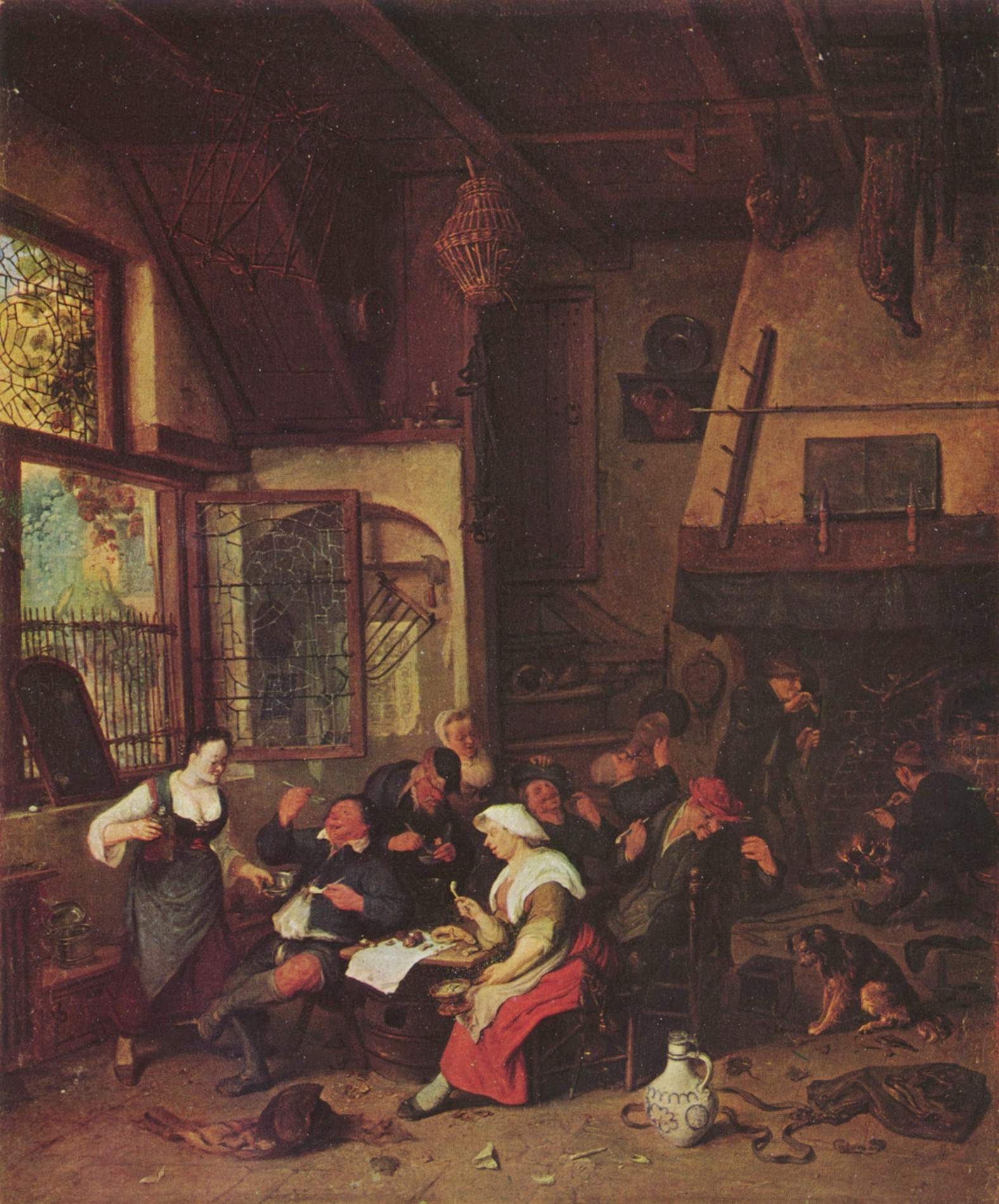
Krogscen av Cornelis Dusart.

Cornelis Dusart, född 24 april 1660, död 1 oktober 1704, var en nederländsk folklivsmålare och etsare.
Han var verksam i Haarlem och slöt sig till Adriaen van Ostade. Han tog i sina motiv även intryck av Jan Steen. Dusart målade med fin färgstämning krog- och marknadsscener med mera. Han är, förutom i den nederländska samlingar representerad bland annat på konstmuseerna i Dresden, Wien och Leningrad. Dusart var även en skicklig grafiker. Dusart finns representerad vid bland annat Nationalmuseum i Stockholm.